# Ataxia (banda)
Ataxia foi um supergrupo de rock experimental americano formado por John Frusciante (guitarra e vocal), Joe Lally (baixo e vocal) e Josh Klinghoffer (bateria, sintetizador e vocal). O grupo lançou o seu primeiro álbum, Automatic Writing, em 2004. Este primeiro trabalho contou com a participação de todos os membros, que contribuíram como vocalistas em pelo menos uma música do álbum.

## História
A banda surgiu como um projecto paralelo já que os três membros têm cada um a sua própria banda, as quais se dedicam em tempo integral, John Frusciante Red Hot Chili Peppers, Joe Lally Fugazi e Josh Klinghoffer Red Hot Chili Peppers.
Em seu site oficial, Frusciante classificou a banda como "uma banda de duas semanas", por terminarem as gravações em apenas duas semanas.

## Discografia

### Automatic Writing (2004)
O primeiro trabalho da banda teve apenas cinco músicas. Não foi utilizado um vocalista fixo e cada membro contribuiu em pelo menos uma música, Frusciante em "Dust", "The Sides", e "Addition"; Klinghoffer em "Another", e Lally em "Montreal".
Todas as músicas apresentam um som experimental com distorção de guitarra e profundo acompanhamento de baixo.

### Automatic Writing II (2007)
Também conhecido com o título AWII, é o segundo trabalho da banda que mais uma vez apresenta o mesmo som experimental melódico. Tal como o primeiro álbum, este apenas tem cinco músicas, com vocais de Frusciante e Klinghoffer.